# Parafia św. Benedykta w Płocku-Radziwiu
Parafia pw. Świętego Benedykta w Płocku-Radziwiu – rzymskokatolicka parafia należąca do dekanatu płockiego zachodniego, diecezji płockiej, metropolii warszawskiej. Poprzednio należała do dekanatu gąbińskiego, diecezji płockiej, metropolii warszawskiej. Parafia powstała w XI wieku. Proboszczem jest od 2017 r. ks. Mariusz Oryl.

## Kościół parafialny
Kościół parafialny pw. św. Benedykta wybudowany w latach 1901–1902, mieści się przy ulicy Dobrzykowskiej.

## Cmentarze
Do parafii należy cmentarz na Radziwiu.

## Proboszczowie
- 1887–1912: Piotr Dziekanowski
- 1945–1991: Aleksander Strużyński
- 1991–2000: Wiesław Gutowski
- 2000–2017: Krzysztof Jaroszewski
- od 2017: Mariusz Oryl